# Kościół katolicki obrządku bizantyjsko-słowiańskiego w Polsce
Kościół katolicki obrządku bizantyjsko-słowiańskiego w Polsce, Kościół neounicki w Polsce – katolicki Kościół wschodni działający na terenie Polski, który posługuje się w swojej liturgii rytem bizantyjskim synodalnym zwanym bizantyjsko-słowiańskim.
W 2021 liczył 117 wiernych (w tym 1 duchowny) należących do jednej parafii.

## Historia

### Początki neounii w Polsce
Kościół katolicki obrządku bizantyjsko-słowiańskiego powstał w Polsce w latach dwudziestych XX wieku w konsekwencji wzmożonego zainteresowania wschodem Europy, jakie dało się zauważyć w Kościele katolickim po I wojnie światowej. Zwolennikiem i organizatorem tej wspólnoty w Rzeczypospolitej Polskiej był ordynariusz siedlecki Henryk Przeździecki, który wykorzystał stanowisko Stolicy Apostolskiej w sprawie nawracania prawosławnych na katolicyzm i otrzymał na ten cel w 1923 od papieża Piusa XI instrukcję Zelum Amplitudinis. Na jej podstawie biskup podlaski sprawował władzę jurysdykcyjną nad nowym obrządkiem i jego duchownymi. On też w 1924 sprowadził do Polski zakon jezuitów obrządku wschodniego, których osiedlił w Albertynie koło Słonima. Tam została erygowana pierwsza parafia neounicka. Z czasem podobne pełnomocnictwa uzyskali także inni biskupi kresowi – wileński, piński, łucki i lubelski. Oni też w swoich diecezjach zaczęli organizować ośrodki neounii.
W momencie rozpoczęcia akcji neounijnej propagujący ją biskupi liczyli na powrót do katolicyzmu byłych wyznawców obrządku unickiego na Podlasiu i Chełmszczyźnie, którzy zostali zmuszeni przez carat do przejścia na prawosławie. W dwudziestoleciu międzywojennym pamięć o tych wydarzeniach była nadal żywa, istniało też wiele cerkwi należących dawniej do unitów razem z całym ich pierwotnym wyposażeniem. Nadzieje na sukces akcji zwiększała jeszcze wewnętrzna słabość Kościoła prawosławnego na terenie Polski.

### Geneza neounii
Powstanie obrządku neounickiego związane było z próbą odnowienia na terenach dawnego zaboru rosyjskiego Kościoła unickiego, zlikwidowanego przez władze carskie na tzw. ziemiach zabranych w 1839 (synod połocki), a na Podlasiu i Chełmszczyźnie w 1875 (likwidacja unickiej diecezji chełmskiej).
Drugim ważnym powodem jego rozwoju były misje katolickie w Rosji, na Polesiu, Dalekim Wschodzie oraz w Mandżurii, których celem było przejęcie do unii z Rzymem wiernych Rosyjskiego Kościoła Prawosławnego, pozbawionych kapłanów po I wojnie światowej, co umożliwiło istnienie od początku XX wieku rosyjskich wspólnot religijnych rytu bizantyjskiego sympatyzujących z katolicyzmem.
Podstawą prawno-kanoniczną tych poczynań była instrukcja papieża Piusa X dla misjonarzy i katechetów Nic nie dodawać, nic nie ujmować, nic nie zmieniać (łac. Nec plus, nec minus, nec alitur), która oznaczała, że rosyjscy konwertyci z prawosławia powinni posługiwać się rytem bizantyjskim synodalnym ukształtowanym w Cesarstwie Rosyjskim pod wpływem XVIII-wiecznych dekretów Świętego Synodu Rosyjskiego Kościoła Prawosławnego i nie wolno ich zmuszać do wyboru między obrządkiem łacińskim, a obrządkiem bizantyjsko-ukraińskim.

### Kościół neounicki w II RP
W latach dwudziestych część wiernych 10 parafii prawosławnych na Podlasiu zdecydowała się odnowić unię z Kościołem katolickim. Z uwagi jednak na to, że parafie te w swojej liturgii używały obrządku bizantyjsko-słowiańskiego, a nie, jak reszta grekokatolików w Polsce rytu bizantyjsko-ukraińskiego, postanowiono, że nowe wyznanie pozostanie przy swoich dotychczasowych tradycjach. Duże znaczenie dla przyjęcia takiego rozwiązania odegrała niechęć, jaką darzono Kościół greckokatolicki w pewnych kręgach duchowieństwa rzymskokatolickiego oraz władz polskich. Widziano bowiem w nowym wyznaniu możliwość ukrainizacji neounitów, czego starano się, z powodów politycznych, za wszelką cenę uniknąć. Tym samym neounici nie weszli w skład Ukraińskiego Kościoła Greckokatolickiego, a opiekę nad nimi przejął Kościół rzymskokatolicki.
Pod koniec 1927 było już 14 parafii obsługiwanych przez 28 księży i skupiających ok. 20 000 wiernych. Do 1939 powstało 47 parafii. Kler neounicki liczył: 1 biskupa, 39 księży i 31 zakonników. Od 1927 jezuici albertyńscy dzięki pomocy ordynariusza łuckiego, Adolfa Szelążka prowadzili seminarium duchowne, które w 1932 przekształcono w Papieskie Seminarium Wschodnie z siedzibą w Dubnie (do 1939 wykształciło ono 21 kapłanów). Podobną instytucją w diecezji podlaskiej była sekcja unijna w Seminarium Duchownym w Janowie Podlaskim. Istniało też seminarium neounickie w Wilnie. Powstały nowe odłamy męskich zakonów katolickich, które posługiwały się rytem wschodniosłowiańskim. Byli to: jezuici, studyci, bazylianie, redemptoryści, kapucyni i oblaci. Utworzono także żeńskie zgromadzenia zakonne dla neounitów.
Początkowo kler neounicki stanowili księża konwertyci, którzy przeszli z prawosławia na katolicyzm. Z czasem zaczęło jednak przybywać duchownych katolickich wyświęconych dla nowego rytu, co miało związek z wytycznymi z Kongregacji dla Kościoła Wschodniego, nakazującymi ostrożność w stosunku do nowo przyjmowanych byłych duchownych prawosławnych. W 1930 obrządek bizantyjsko-słowiański uzyskał własnego biskupa. Z woli Stolicy Apostolskiej został nim generał zgromadzenia marianów, Piotr Buczys. Nie uzyskał on jednak jurysdykcji nad neounią w Polsce, gdyż rząd nie wyraził zgody na utworzenie takiego Kościoła katolickiego. Jako podstawę podano niewyszczególnienie wyznania w Konkordacie. Innym powodem była niechęć władz polskich dla szerzenia się neounii, postrzeganej jako instytucja działająca na korzyść ruchów narodowych Białorusinów i Ukraińców. Stolica Apostolska wyznaczyła w związku z tym wikariusza apostolskiego i mianowała nim redemptorystę obrządku bizantyjsko-ukraińskiego, Mikołaja Czarneckiego.
Poważnym utrudnieniem dla akcji neounii był również niejednoznaczny stosunek do niej wśród biskupów rzymskokatolickich: wielu z nich uważało za sensowną i trwałą jedynie konwersję wiernych na obrządek łaciński. Z kolei wielu misjonarzy, pragnąc zwiększyć liczbę przyjmujących neounię, posługiwało się w swojej pracy określeniami typu katolicki Kościół prawosławny i zacierało wszelkie różnice między obydwiema organizacjami kościelnymi. W dużej mierze zawiodły oczekiwania na masowe powroty byłych unitów i ich potomków do katolicyzmu: wielu z nich, niezależnie od okoliczności przyjęcia prawosławia, uważało się za zakorzenionych w tej wierze. Nowy obrządek stał się kilkakrotnie przyczyną konfliktów związanych z własnością konkretnych obiektów sakralnych: cerkwi, cmentarzy, budynków parafialnych czy dzwonnic. Zatargi takie miały miejsce we wsiach: Cechów, Dubeczno, Humaniszcze, Gubcze, Jeziory, Kuraszew, Starokornin, Olpień, Zabłocie, Kostomłoty i Kuraszewo.

### II wojna światowa
W okresie II wojny światowej władze okupacyjne III Rzeszy i Związku Radzieckiego rozpoczęły likwidację struktur Kościoła katolickiego rytu bizantyjsko-słowiańskiego na ziemiach polskich. Na terenach włączonych do Generalnego Gubernatorstwa i okupowanych przez armię niemiecką wierni byli traktowani jako prawosławni i włączani administracyjnie wraz z parafiami do Cerkwi prawosławnej. Na terenach podporządkowanych administracji radzieckiej metropolita halicko-lwowski Ukraińskiego Kościoła Greckokatolickiego, Andrzej Szeptycki próbował utworzyć podporządkowany sobie egzarchat. Upadł on jednak wraz ze śmiercią ks. Antoniego Niemancewicza. Kościół neounicki doświadczył represji także ze strony podziemnych struktur OUN i UPA. Dwaj jego kapłani, ks. Serafin Jarosiewicz z parafii w Żabczu i ks. Józef Gaducewicz z Zastawy zostali zamordowani w 1943 roku przez banderowców za odmowę przejścia na prawosławie i ochronę prześladowanej ludności polskiej. Śmierć męczeńską poniosły także neounickie siostry Maria Alojza Gano i Andrzeja Ossakowska, spalone żywcem w Lubieszowie razem z grupą 150–200 Polaków.

### Kościół neounicki w PRL
Po II wojnie światowej i zmianie granic parafie neounickie na terenie ZSRR zostały oficjalnie skasowane. Dla diaspory białoruskiej utworzono w 1960 wikariat, którego wizytatorem apostolskim mianowano generała zakonu marianów, biskupa Czesława Sipowicza. Z parafii, które znalazły się w granicach Polski po 1945, przetrwały tylko cztery: w Kostomłotach, w Kodniu, w Połoskach i w Pawłowie Starym. Oprócz jednej w Kostomłotach, gdzie miejscowy proboszcz Aleksander Przyłucki postanowił pozostać przy tradycji rytu bizantyjsko-słowiańskiego i nie wprowadził liturgii łacińskiej reszta przestała istnieć do lat sześćdziesiątych XX wieku. Od 1957 opiekę biskupią nad tą niewielką wspólnotą w Polsce sprawował jako ordynariusz warszawski kardynał Stefan Wyszyński, a po nim kardynał Józef Glemp.
W latach 80. XX wieku podjęta została próba odrodzenia na ziemiach polskich katolickiego życia klasztornego w obrządku bizantyjsko-słowiańskim. Przy aprobacie Prymasa Polski, Józefa Glempa, przybyli z USA dwaj mnisi greckokatoliccy podlegający jurysdykcji biskupa diaspory białoruskiej, Włodzimierza Tarasewicza, którzy osiedlili się w Ujkowicach pod Przemyślem. Z powodu konfliktu z miejscową społecznością oraz ordynariuszem przemyskim, Ignacym Tokarczukiem zakonnicy ci w 1994 odeszli jednak z Kościoła katolickiego i założony przez siebie monaster Świętych Cyryla i Metodego oddali pod jurysdykcję Polskiego Autokefalicznego Kościoła Prawosławnego.
Poza tym w 1985 przy parafii neounickiej w Kostomłotach powstał dom zakonny żeńskiego zgromadzenia Małych Sióstr Jezusa oraz w latach 1998–2007 działał dom zakonny marianów obrządku wschodniego, którego przełożonym był archimandryta Roman Piętka.

### Kościół neounicki w III RP

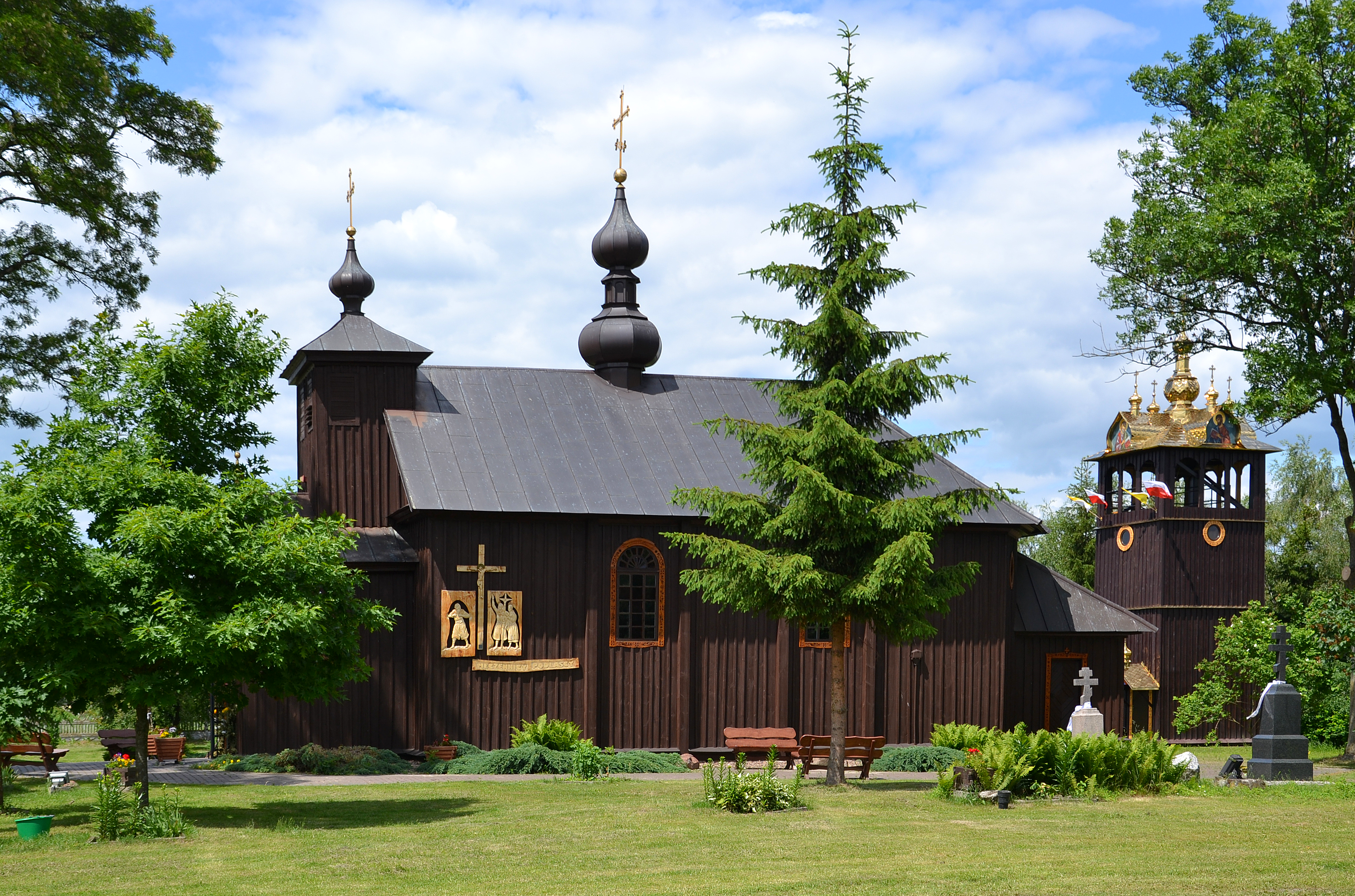
Cerkiew neounicka św. Nikity Męczennika w Kostomłotach

W 2017 w Polsce w obrządku neounickim ochrzczonych było 124 wiernych. Jedyna parafia znajduje się w Kostomłotach w województwie lubelskim. Liturgię w rycie bizantyjsko-słowiańskim przeważnie sprawują kapłani birytualiści – jednym z nich jest obecny proboszcz w Kostomłotach, ksiądz Piotr Witkowicz.
Od 2007 do 2015 opiekę biskupią nad parafią Kościoła katolickiego obrządku bizantyjsko-słowiańskiego w Kostomłotach sprawował jako delegat apostolski, biskup Zbigniew Kiernikowski. W 2016 funkcję tę przejął biskup siedlecki Kazimierz Gurda

## Organizacja Kościoła neounickiego w 1939

### Archidiecezja wileńska

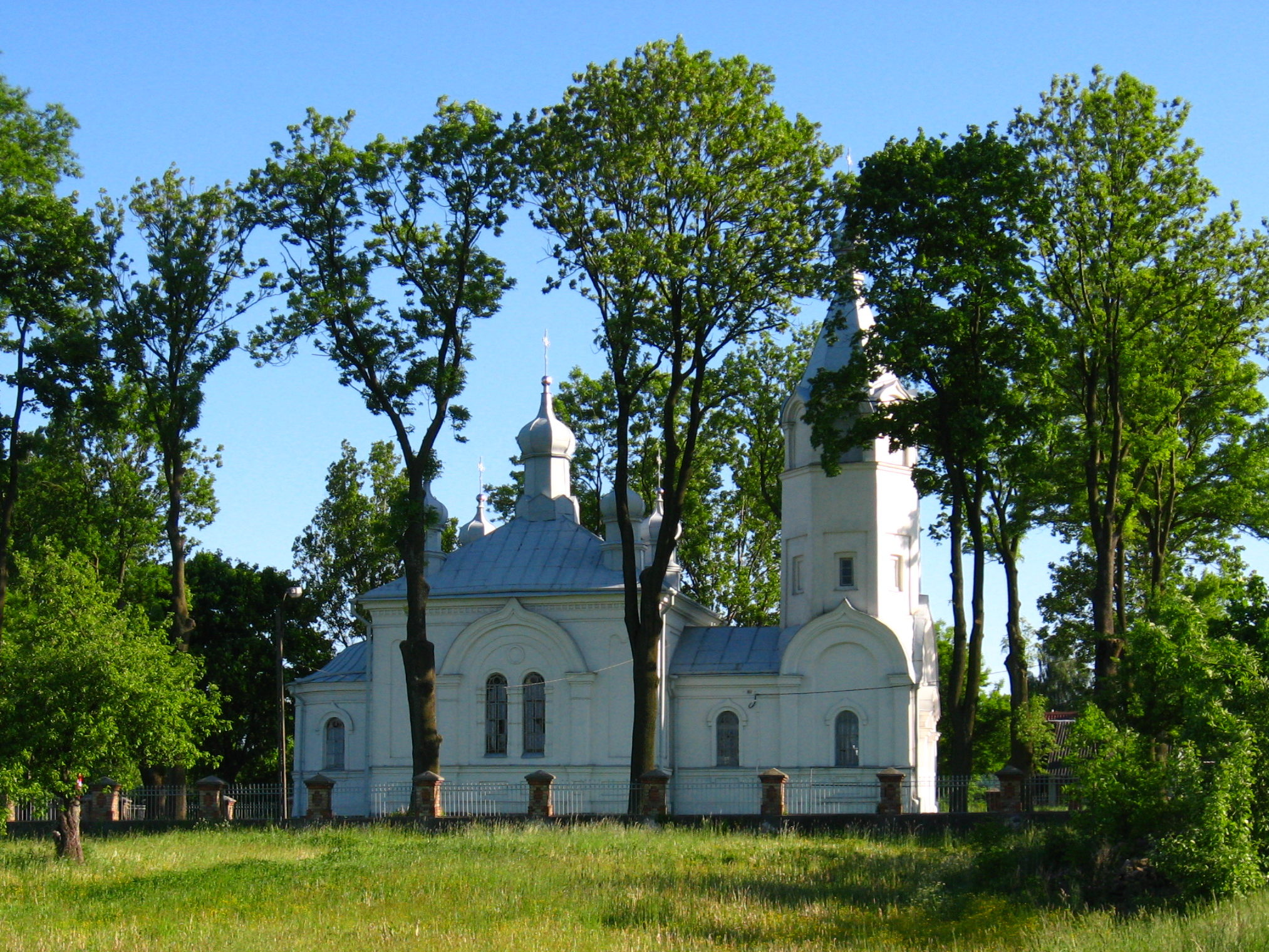
Cerkiew Podwyższenia Krzyża Świętego w Fastach

| parafia    | rok erygowania |
| Albertyn   | 1925           |
| Byteń      | 1937           |
| Fasty      | 1927           |
| Synkowicze | 1925           |
| Świsłocz   | 1936           |
| Wilno      | 1937           |
| Żelwiany   | 1937           |

### Diecezja pińska

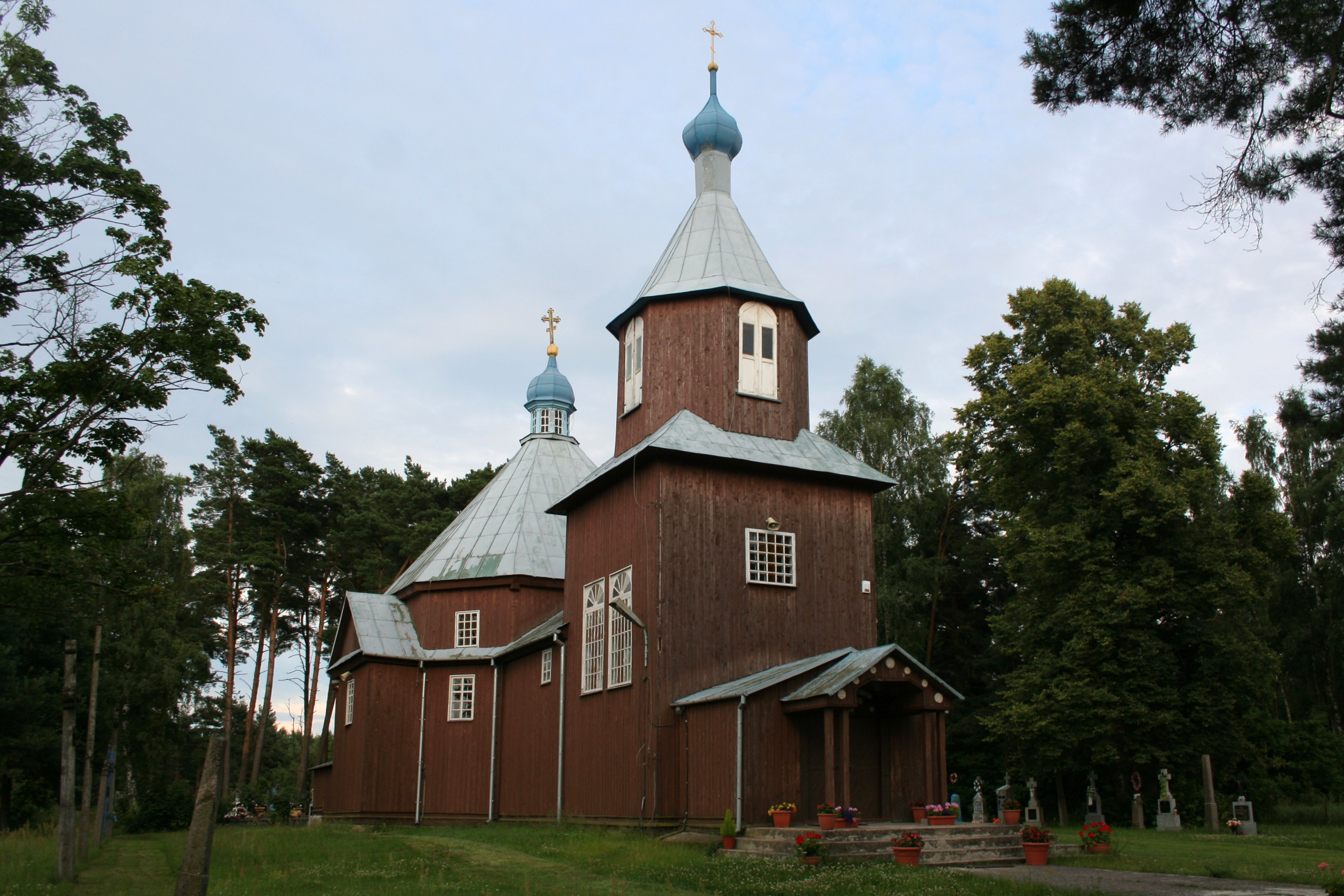
Cerkiew św. Antoniego Pieczerskiego w Kuraszewie

| parafia    | rok erygowania |
| Bobrowicze | 1932           |
| Delatycze  | 1925           |
| Horodno    | 1927           |
| Kołki      | 1938           |
| Kośna      | 1936           |
| Kuraszewo  | 1925           |
| Lubieszów  | 1935           |
| Olpień     | 1926           |
| Pińsk      | 1936           |
| Stołpce    | 1937           |
| Torokanie  | 1932           |
| Zburaż     | 1932           |

### Diecezja siedlecka

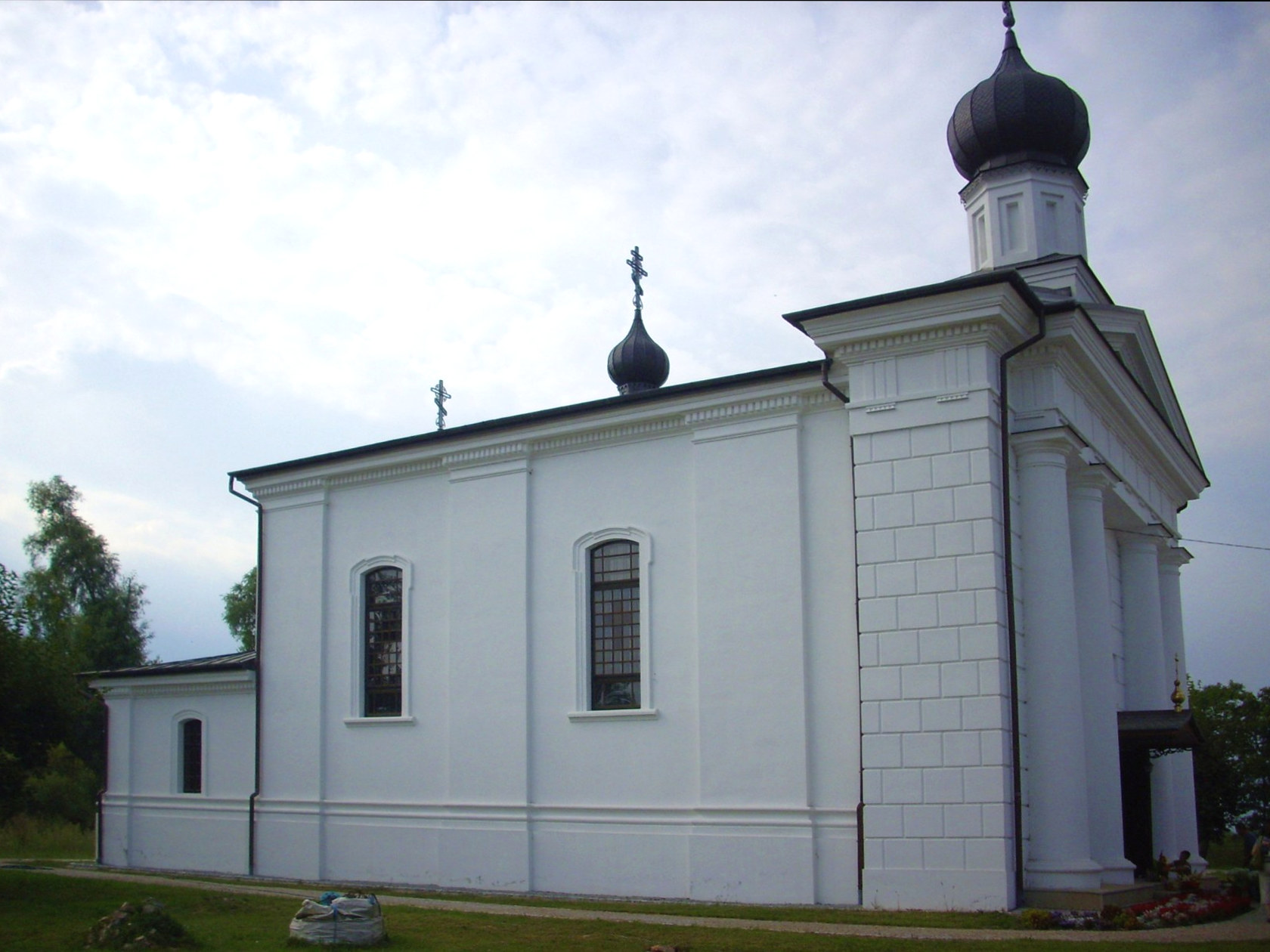
Cerkiew św. Apostoła Jana Teologa w Terespolu

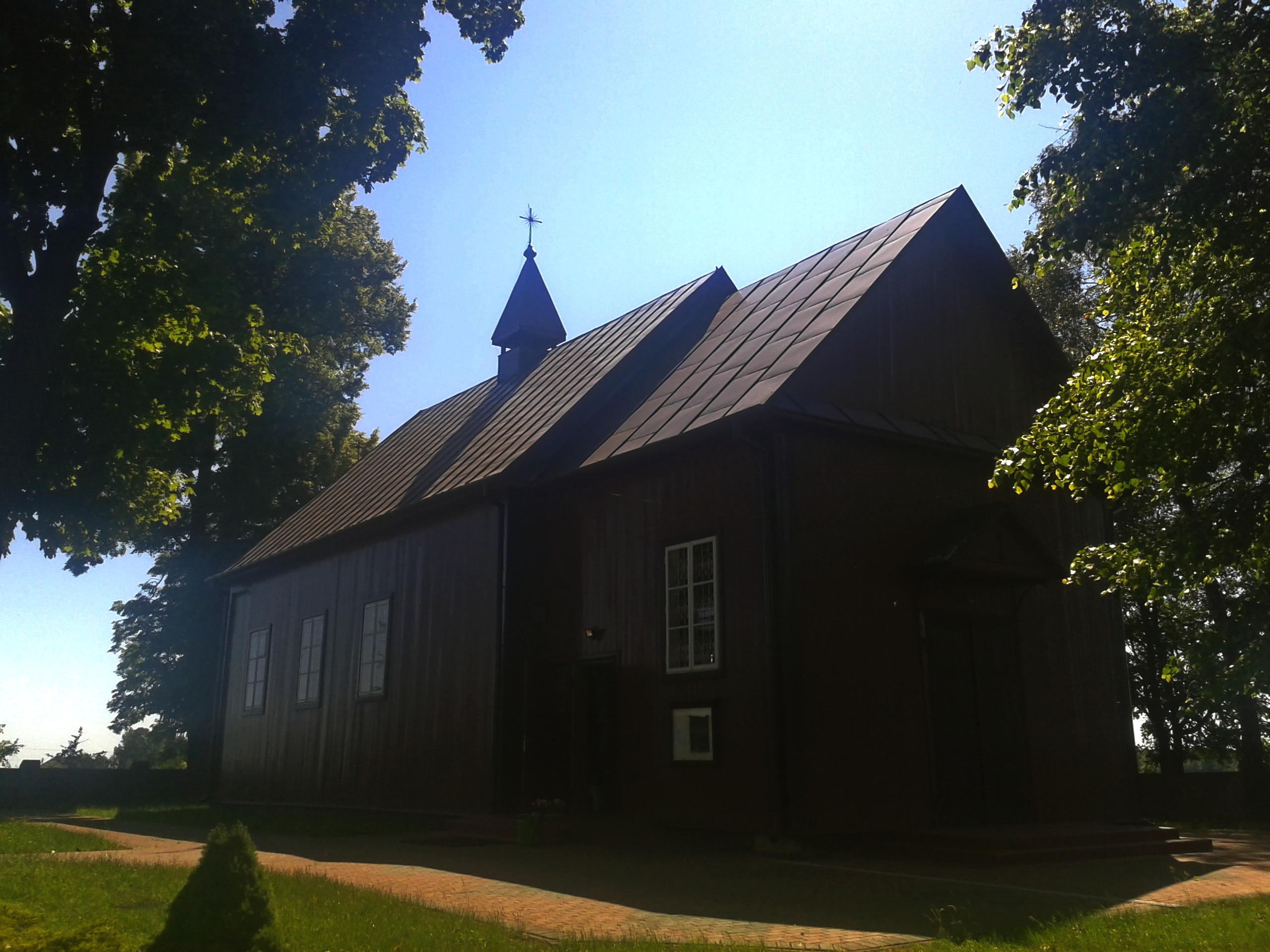
Kościół św. Praksedy w Dokudowie Pierwszym

| parafia        | rok erygowania |
| Biała Podlaska | 1939           |
| Bubel Stary    | 1925           |
| Dokudów        | 1928           |
| Hola           | 1925           |
| Kijowiec       | 1925           |
| Kodeń          | 1932           |
| Kostomłoty     | 1927           |
| Stary Pawłów   |                |
| Połoski        | 1925           |
| Szóstka        | 1931           |
| Terespol       | 1926           |
| Zabłocie       | 1926           |

### Diecezja łucka
| parafia           | rok erygowania |
| Cechów            | 1928           |
| Dubieczno         | 1927           |
| Gaje Lewiatyńskie | 1934           |
| Humniszcze        |                |
| Kowel             | 1929           |
| Kraska            |                |
| Kuśkowce Wielkie  | 1937           |
| Łuck              | 1937           |
| Miatyń            | 1937           |
| Równe             |                |
| Tutowce           | 1937           |
| Zastawne          |                |
| Żabcze            | 1928           |

### Diecezja lubelska
| parafia   | rok erygowania |
| Grabowiec | 1937           |
| Hołubie   | 1937           |
| Horodło   | 1937           |

## Obrządek
Ryt bizantyjsko-słowiański posługuje się synodalnym obrządkiem rosyjskim z uwzględnieniem dogmatyki katolickiej; ta wersja rytu bizantyjskiego określana jest w Kościele katolickim jako recensio vulgata. W ekteniach wspominane jest imię papieża; zaś w Credo nie umieszcza się dodatku Filioque.
Zachowane zostały prawosławne zasady odnoszące się do architektury cerkwi oraz stroju osób duchownych. Językiem liturgicznym jest język cerkiewnosłowiański.
Instrukcja Zelum Amplitudinis szczególnie podkreśliła wagę zachowania wschodnich tradycji religijnych bliskich ludności należącej do obrządku bizantyjsko-słowiańskiego. W kontaktach duchownych z wiernymi oraz w kazaniach początkowo używany był jedynie język rosyjski, co wiązało się z narodowością pierwszych misjonarzy i konwertytów oraz z przekonaniem o powszechnej znajomości tego języka wśród wiernych. W miarę wzrostu liczby członków wspólnoty i księży w użycie zaczęły wchodzić również język ukraiński, język białoruski oraz język polski.
Na konferencji rzymskokatolickich biskupów diecezji kresowych z 9 listopada 1926 wydano szczególne zalecenie posługiwania się w homiliach i pracy misyjnej jedynie językiem używanym na co dzień przez daną społeczność. Wskazanie to potwierdziła w 1937 Kongregacja Kościołów Wschodnich.
Po II wojnie światowej w miejsce kalendarza juliańskiego w Kościele katolickim obrządku bizantyjsko-słowiańskiego wprowadzony został kalendarz gregoriański.

## Zwierzchnicy Kościoła neounickiego w Polsce
W okresie międzywojennym Kościół katolicki obrządku bizantyjsko-słowiańskiego w Polsce z uwagi na nieprzychylne stanowisko rządu polskiego wobec neounii pozbawiony był jurysdykcji nad własnymi wiernymi. Rzeczywistą i całkowitą jurysdykcję nad nimi sprawowali biskupi ordynariusze diecezji rzymskokatolickich: łuckiej, pińskiej, siedleckiej, wileńskiej i lubelskiej.
W 1930 powołany został przez Stolicę Apostolską urząd ordynariusza dla katolickiego obrządku bizantyjsko-słowiańskiego, który objął generał zakonu marianów, biskup Piotr Buczys. Sprzeciw rządu polskiego dla tej nominacji spowodował, że biskup obrządku nie miał realnej jurysdykcji w Polsce i opiekował się faktycznie tylko Rosyjskim Kościołem Greckokatolickim.
W związku z zaistniałą sytuacją papież Pius XI powołał w 1931 w Polsce wizytatora apostolskiego dla wiernych katolickiego obrządku bizantyjsko-słowiańskiego w rzymskokatolickich diecezjach: łuckiej, pińskiej, podlaskiej, wileńskiej i lubelskiej. Został nim kapłan obrządku bizantyjsko-ukraińskiego i zakonnik ze zgromadzenia redemptorystów, biskup Mikołaj Czarnecki.
Po II wojnie światowej kompetencje biskupów diecezjalnych wobec neounitów na terenie Polski przejął delegat apostolski, którym w latach 1946–1964 był każdorazowo Prymas Polski. W 1964 r. Stolica Apostolska powołała na terenie Polski ordynariat dla wiernych katolickich obrządków wschodnich. Ordynariuszami katolickiego obrządku bizantyjsko-słowiańskiego w Polsce w latach 1964–2007 byli rzymskokatoliccy arcybiskupi metropolici warszawscy. W 2007 po przejściu na emeryturę Józefa Glempa, Stolica Apostolska nie mianowała nowego ordynariusza dla neounitów. W to miejsce wprowadzono stanowisko delegata apostolskiego ds. parafii greckokatolickiej w Kostomłotach. Objął je ówczesny biskup diecezjalny siedlecki, Zbigniew Kiernikowski – obecnie ordynariusz legnicki. W 2016 funkcję tę przejął biskup siedlecki Kazimierz Gurda.

## Cerkwie neounickie w Polsce

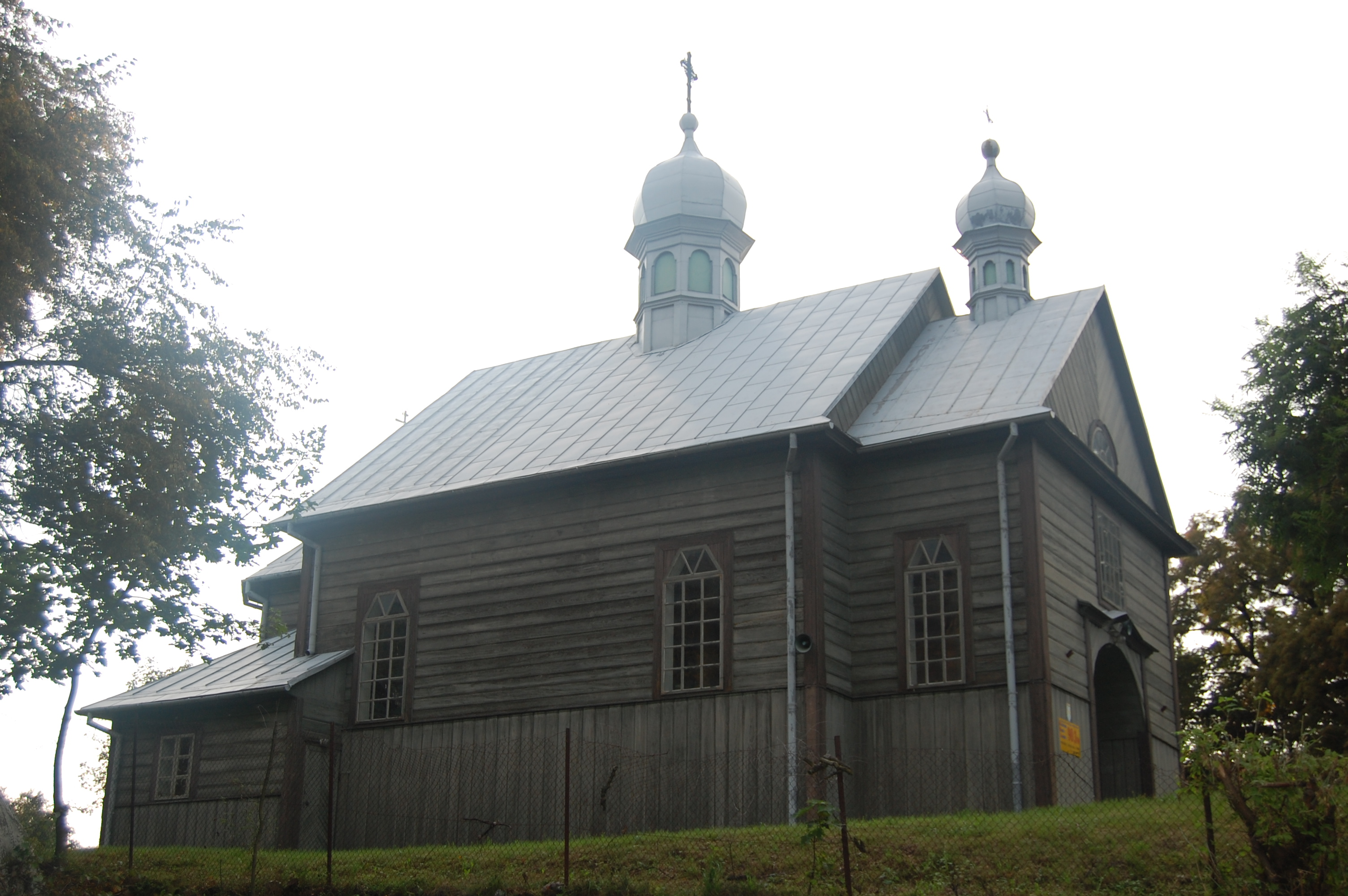
Cerkiew św. Mikołaja Cudotwórcy w Horodle

- Cerkiew św. Nikity Męczennika w Kostomłotach – Sanktuarium Unitów Podlaskich – cerkiew greckokatolicka parafii św. Nikity Męczennika w Kostomłotach, w której jako jedynej w Polsce obowiązującym obrządkiem jest ryt bizantyjsko-słowiański.
- Cerkiew św. Mikołaja Cudotwórcy w Pawłowie Starym – kościół filialny parafii rzymskokatolickiej Świętej Trójcy w Janowie Podlaskim, miejsce sprawowania liturgii w rycie bizantyjsko-słowiańskim (okolicznościowo).
- Cerkiew św. Mikołaja Cudotwórcy i Podwyższenia Krzyża Świętego w Horodle – kościół filialny parafii rzymskokatolickiej św. Jacka w Horodle, miejsce sprawowania liturgii w rycie bizantyjsko-słowiańskim (okolicznościowo).

## Cerkwie poneounickie w Polsce

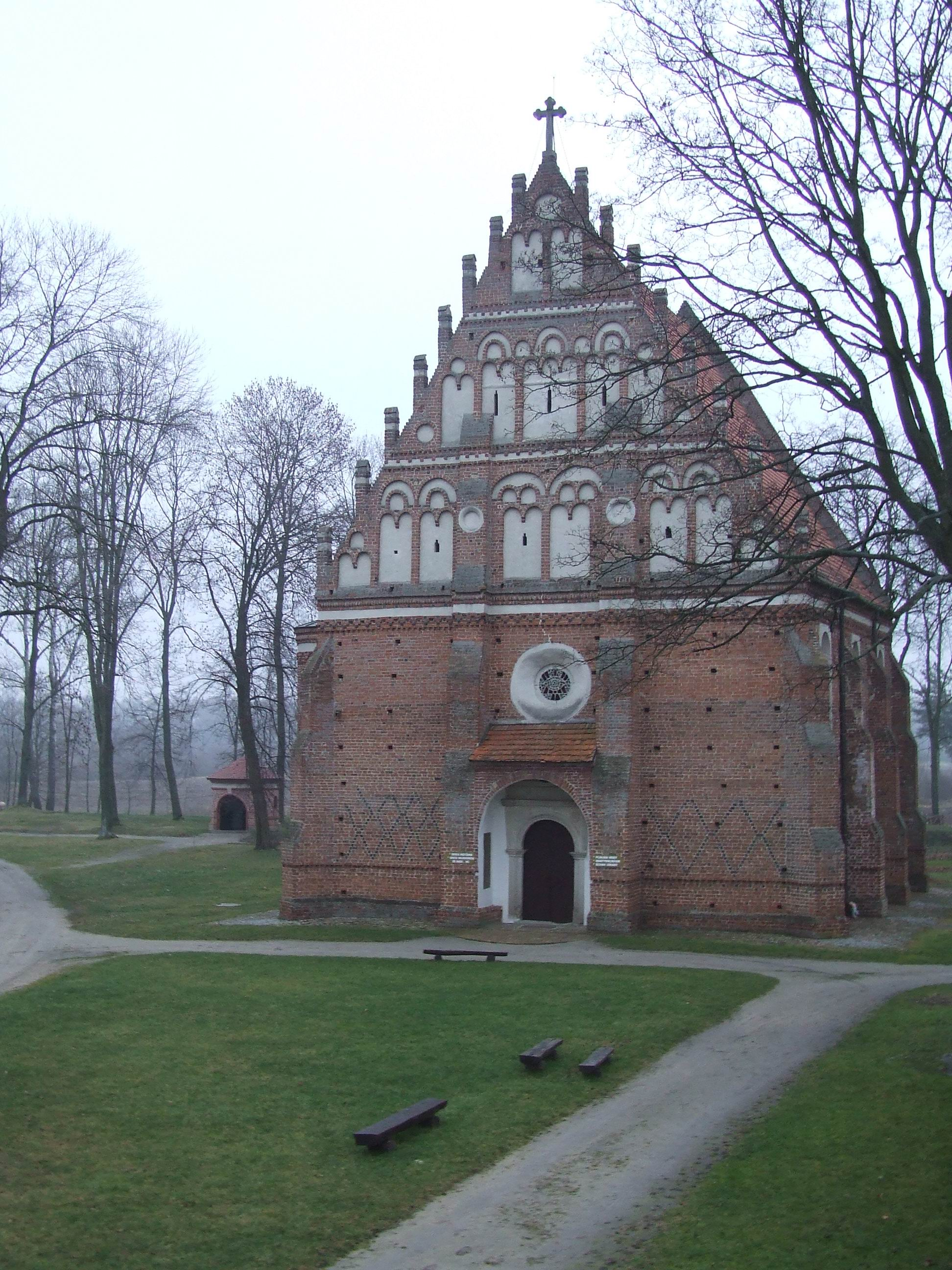
Dawna cerkiew neounicka Świętego Ducha w Kodniu

- Cerkiew św. Praksedy w Dokudowie – obecnie rzymskokatolicki kościół parafialny św. Praksedy w Dokudowie.
- Cerkiew Świętego Ducha w Kodniu – obecnie kościół filialny parafii rzymskokatolickiej św. Anny w Kodniu.
- Cerkiew św. Paraskiewy w Holi – obecnie cerkiew filialna św. Antoniego Pieczerskiego parafii prawosławnej Podwyższenia Krzyża Pańskiego w Horostycie.
- Cerkiew św. Jana Apostoła i Ewangelisty w Starym Bublu – obecnie kościół filialny rzymskokatolickiej parafii św. Antoniego Padewskiego w Gnojnie.
- Cerkiew Świętej Trójcy w Połoskach – obecnie rzymskokatolicki kościół parafialny Świętej Trójcy w Połoskach.
- Cerkiew św. Apostoła Jana Teologa w Terespolu – obecnie prawosławna cerkiew parafii św. Apostoła Jana Teologa w Terespolu.
- Cerkiew św. Mikołaja w Kośnej – obecnie prawosławna cerkiew parafii św. Mikołaja w Kośnej.
- Cerkiew św. Antoniego Pieczerskiego w Kuraszewie – obecnie prawosławna cerkiew parafii św. Antoniego Pieczerskiego w Kuraszewie.
- Cerkiew Podwyższenia Krzyża Świętego w Fastach – obecnie prawosławna cerkiew parafii Podwyższenia Krzyża Świętego w Fastach.